# 205 a.C.
Il 205 a.C. (CCV a.C. in numeri romani) è un anno  del III secolo a.C.

## Eventi
- Publio Cornelio Scipione viene eletto all'unanimità console; suo collega è Publio Licinio Crasso Divite
- Magone sbarca in Liguria e tenta un accordo con le popolazioni locali. Al loro rifiuto conquista e distrugge Genova
- Si conclude la prima guerra macedonica (215 a.C. - 205 a.C.) tra Romani e Filippo V di Macedonia, con la firma della Pace di Fenice, in Epiro, che lascia sostanzialmente immutato l'assetto territoriale.

## Morti
- Dionisio di Lamptrai, filosofo greco antico
- Indibile, re
- Mandonio, re
- Marco Sergio, politico romano
- Marco Emilio Regillo, politico romano